# Naoshi Onizuka
Naoshi Onizuka (鬼束 直) é um artista japonês de mangá, conhecido por sua dedicação à criação de obras voltadas para o público adulto.

## Visão geral
O autor iniciou sua carreira em 2004, com a obra "Tsukasa and Tsubasa", publicada na revista Comic LO, da editora Akane Shinsha. Desde então, tem mantido suas publicações na mesma revista, consolidando sua trajetória como colaborador frequente.
Além de suas atividades como mangaká, o autor também era ativo no círculo doujin conhecido como Hamancho Gypto. No entanto, suas atividades nesse grupo estão em hiato desde 2013.

## Lista de trabalhos

### Tankoubon (Volumes encadernados)
Mangás Adultos
1. “Life is Peachy?” Lançado em 15 de maio de 2005 [3], Akane Shinsha 〈TENMACOMICS LO #16〉,ISBN 978-4-87182-762-1
2. “One Hot Minute” lançado em 25 de janeiro de 2007 [4], Akane Shinsha〈TENMACOMICS LO #38〉,ISBN 978-4-87182-890-1
3. "Lovable" lançado em 20 de dezembro de 2008 [5], Akane Shinsha <TENMACOMICS LO #64>,ISBN 978-4-86349-044-4
4. "Porno Graffiti" lançado em 28 de janeiro de 2011 [6], Akane Shinsha <TENMACOMICS LO #99>,ISBN 978-4-86349-202-8
5. “Morning view” lançado em 28 de março de 2014 [7], Akane Shinsha〈TENMACOMICS LO #150〉,ISBN 978-4-86349-418-3
6. “Emotive” lançado em 28 de abril de 2016 [8], Akane Shinsha〈TENMACOMICS LO #193〉,ISBN 978-4-86349-555-5
7. “Undertow” lançado em 28 de junho de 2018 [9], Akane Shinsha〈TENMACOMICS LO #234〉,ISBN 978-4-86349-713-9
8. “Welcome☆Home” lançado em 27 de março de 2021 [10], Akane Shinsha〈TENMACOMICS LO #285〉,ISBN 978-4-86349-862-4
9. “Overkill” lançado em 27 de dezembro de 2023 [11], Akane Shinsha〈TENMACOMICS LO #336〉,ISBN 978-4-86349-962-1

## Sobre os títulos dos volumes
Praticamente todos os títulos de suas obras encadernadas fazem referência a algum álbum musical, como os exemplos são mostrados abaixo:
- Life is Peachy - Korn（1996）
- One Hot Minute - Red Hot Chilli Peppers（1995）
- Pornograffitti - Extreme（1990）
- Morning View - Incubus（2001）
- eMOTIVe - A Perfect Circle（2004）
- Undertow - Tool（1993）